# Cayaponia membranacea
Cayaponia membranacea là một loài thực vật có hoa trong họ Cucurbitaceae. Loài này được Gomes-Klein mô tả khoa học đầu tiên năm 2003.